# Paolo Daniele Zanotti
Paolo Daniele Zanotti (27 ottobre 1964) è un ex calciatore sammarinese, di ruolo difensore.

## Carriera

### Club
Durante la sua carriera ha giocato solo con il La Fiorita.

### Nazionale
Conta 5 presenze con la Nazionale sammarinese.